# Rigsgrevskabet Rantzau
Rigsgrevskabet Rantzau (tysk: Freie Reichsgrafschaft Rantzau) var et rigsumiddelbart territorium i Det tysk-romerske rige. Dets territorium lå i den sydlige del af den nuværende delstat Slesvig-Holsten omkring byen Barmstedt og svarer mere eller mindre til det nuværende amt Rantzau.
Rigsgrevskabet blev oprettet for Christian Rantzau i 1650. Efter mordet på hans barnebarn Christian Ditlev Rantzau i 1721 blev det konfiskeret og indlemmet i Hertugdømmet Holsten i 1726.

## Historie
Den vidt udbredte familie Rantzau var blandt de veletablerede ridderfamilier i Slesvig og Holsten, kaldet Equites Originarii. Dem ejede til tider over halvfjerds godser i hertugdømmerne, og mange af dens medlemmer var involveret i landets politik. På et af de vigtigste linjer var Breitenburgs familiegren, som blandt andet stillede adskillige kongelige statholdere. I 1627 efterfulgte den tolv-årige Christian Rantzau sin fader Gerhard Rantzau som herre over Breitenburgs besiddelser. Han tilbragte blandt andet de følgende år som junker ved det danske hof. Som ung mand var Christian Rantzau ofte i tjeneste hos den danske konge, og fik i løbet af tiden forskellige stillinger og hædersbevisninger. I 1639 blev han udnævnt til amtmand over Rendsburg og i 1643 til generalkrigskommissær. I 1648 blev i anerkendelse af hans tjenester tildelt ham Elefantordenen og kald til kongelig statholder. Christian Rantzau havde rang som landadelig i Slesvig-Holstens ridderskab og havde allerede i kraft af sine stillinger en høj social position. Han stræbte imidlertid efter yderligere rangstigning og at blive ophøjet til rang af hertug - en titel, som ikke er blevet tildelt i Holsten siden middelalderen - og havde dertil behov for et eget område beliggende på Det Hellige Romerske Riges område. Hans opmærksomhed var rettet mod amtet Barmstedt, som lå kun et par kilometer syd for hans hovedkvarter Breitenburg og var i besiddelse af hertugen af Gottorp.
I 1649 formåede Christian Rantzau Gottorperen Hertug Frederik III. at bevæge til et salg af Amtet Barmstedt. Han havde til støtte fra den danske konge, for hvem hans statholder som ejer af Amtet Barmstedt var at foretrække frem for hertugerne af Gottorp. Købesummen udgjorde 201.000 daler og omfattede afståelsen af Rantzauernes stammehovedsæde i Pløn og godset Kogsbøl ved Tønder til hertugdømmet Slesvig-Holsten-Gottorf. Christian Rantzau tog landene i besiddelse i 1650 og udvalgte den gamle vandborg på Barmstedt slotsø som den nye residens. Samme år rejste han med et stort følge til Wiens kejserlige hof, hvor han optrådte som en udsending for det danske rige. Rantzau nåede hurtigt blev udnævnt til kejserlig kammerherre og kunne - med støtte fra generøse tilskud - i efteråret 1650, da kejser Ferdinand III ophøjede ham til rigsgreve. Amtet Barmstedt blev nu det frie rigsgrevskab Rantzau, direkte lydende under riget. Amtet tilhørte den Niedersachsiske Kreds og modtog blandt andet ret til udstedelse af mønter og en plads i rigsdagen. I 1662 fulgte optagelsen i Kammerretsmatriklen. Andre privilegier var rettighederne til at udnævne riddere og læger, og tilladelse til at acceptere jøder.
Den tidligere herresæde i Barmstedt blev ombygget ved siden af slottene Breitenburg og Drage i 1657 til residens og landsbyen udviklede sig på kort tid til hovedstaden i den lille grevskab. Christian Rantzau, der ofte var på grund af sine mange embeder var på rejser, var sjældent der. I 1655 han erhvervede familien stamgodset Rantzau tilbage. Grevskabet oplevede efter afslutningen af den såkaldte polakkrig et kort økonomisk boom. 

### Detlev Rantzau
Efter, at Christian Rantzau døde i 1663, overtog hans søn Detlev zu Rantzau arven. Detlev Rantzau indgik i 1669 med den danske konge Frederik III en arvekontrakt, hvorefter grevskabet i tilfælde af mangel på mandlige arvinger skulle falde til det danske rige. Men selv under Detlev Rantzaus tid fremkom første spændinger i forholdet til Danmark, som blev udløst blandt andet ved et misbrug af grevens ret til at udstede mønter.

### Christian Detlev Rantzau
Greven døde i 1697 og blev efterfulgt af sin søn Christian Ditlev af Rantzau. Den tredje greve blev anset stridbar og despotisk. Han pressede den lille grevskab økonomisk og løb ind i en lang række konflikter med sine undersåtter. Forholdet til det danske rige forværredes hurtigt efter, at Christian Ditlev brød et løfte om at gifte sig med en datter af Ulrik Frederik Gyldenløve, den illegitime halvbror til Christian V, Rantzau kom i territoriale stridigheder med kongen, som også var hertug af Holsten i en personalunion. Efter, at greven klagede til kejseren over hertugen, unddrog denne ham kort tid efter alle tillidsposter.
Christian Ditlev Rantzaus udpresning af grevskabet medførte opstande, som han i 1705 forsøgte at kvæle ved hjælp af hertugdømmet Gottorp. Regenten af Gottorp Georg Heinrich von Görtz sendt soldater til støtte for at sætte en stopper for urolighederne, men holdt derefter grevskabet besat. Huset Gottorp tilbød at overtage ejerskabet af den tidligere købspris på 201.000 daler, hvad greven dog nægtede. De resulterende sammenstød fortsatte indtil 1713. I disse år blev hertugdømmet Gottorp for en stor dels vedkommende besat under Den Store Nordiske Krig af Danmark og dermed begrænsedes hertugerne af Gottorp i deres magt. Tvisterne omkring det lille grevskab blev afløst af andre konflikter.

### Wilhelm Adolf Rantzau
Christian Rantzau rejste på denne tid til Berlin, hvor han i 1715 efter beskyldninger om sodomi - den daværende sædvanlige betegnelse for homoseksuelle handlinger - blev anholdt. I grevskabet blev han repræsenteret af sin yngre broder Wilhelm Adolf zu Rantzau, hvis regeringstid i modsætning til den under Christian Detlev beskrives som en forholdsvis fordelagtig. Det nye byggeri af Helligåndskirken i Barmstedt går tilbage til denne korte periode.
Wilhelm Adolf forsøgte at bevæge den preussiske konge Friedrich Wilhelm I til permanent at indespærre broderen, hvilket han dog ikke havde nogen succes med. Christian Detlev vendte tilbage i 1720 med en lille gruppe af lejesoldater til Barmstedt og tog med magt sine gamle besiddelser tilbage.
I 1721 blev Christian Detlev Rantzau skudt fra et baghold mens han var på jagt nær Barmstedt slot. Som en direkte reaktion herpå lod den danske konge beordrede besættelser af den rigsgrevelige families besiddelser. Den virkelige synder blev aldrig fundet, men Christian Detlevs lillebror Wilhelm Adolf blev tillagt skylden for ugerningen. Hans påståede medsammensvorne blev fængslede og brændemærkede, den påståede skytte, en søn af Elmshorns kirkefoged, blev i 1725 henrettet. Wilhelm Adolf selv blev fanget og efter domfældelse i 1726 blev greven sat i fængsel i den norske Akershus fæstning. Han døde der i 1734.
Rigsgrevskabet stod lige under kejseren i Wien og retssagen mod en rigsgreve ved en holstensk domstol anset for en risiko for den danske konge, især fordi den danske krone, i henhold til arvekontrakten af 1669 under alle omstændigheder skulle overdrages Rigsgrevskabet Rantzau i tilfælde af manglende arvinger. Men den danske kong Frederik IV tog risikoen, fordi han så en mulighed for at få bragt en ende på småstaterne på dansk område efter indlemmelsen af Slesvig-Gottorp i 1721. En afslutning på den såkaldte helstat var et af de største politiske mål for den danske imperium i det 18. århundrede og blev stort set afsluttet ved traktaten i Tsarskoje Selo i 1773.

### Under dansk styre
Frederik IV inddrog officielt det besatte grevskab efter dommen over Wilhelm Adolf. Catharina Hedwig, søster til de to brødre, kunne efter en kostbar proces få godserne Breitenburg, Drage og Rantzau tilbage, men administrationen af det tidligere grevskab Rantzau blev overdraget danske embedsmænd. De såkaldte administratorer tog plads på Barmstedt slotsø. August Hennings var administrator fra 1808 indtil sin død 1826.

### Under Preussen
Et forsøg af Kuno Rantzau-Breitenburg på at opnå genoprettelse af Familienfideikommisset under de politiske ændringer ved den tysk-danske krig i 1864 mislykkedes. Med indlemmelsen af provinsen Slesvig-Holsten i den preussiske stat blev den danske administration stoppet og det tidligere grevskab i 1867 underordnet Kreis Pinneberg.

## Liste over administratorer
| Embedstid | Navn                                        | Bemærkninger                                        |
| --------- | ------------------------------------------- | --------------------------------------------------- |
| 1726–1730 | Heinrich Blome                              |                                                     |
| 1730–1738 | Christian Albrecht von Johnn                |                                                     |
| 1738–1768 | Georg Wilhelm Baron von Söhlenthal          |                                                     |
| 1768–1784 | Christian von Brandt                        |                                                     |
| 1784–1789 | Johann Otto Niemann                         |                                                     |
| 1789–1795 | Friedrich von Bardenfleth                   |                                                     |
| 1795–1807 | Nicolaus Otto Baron von Pechlin             |                                                     |
| 1808–1826 | August Adolph von Hennings                  |                                                     |
| 1826–1829 | Hans Christian Diedrich Victor von Levetzow |                                                     |
| 1829–1849 | Otto Johann von Stemann                     |                                                     |
| 1849–1865 | Adolf von Moltke                            | fra 1868 første landrat (landråd) i Kreis Pinneberg |

## Eksterne kilder og henvisninger
- Kort over Slesvig-Holsten med Grevskabet Rantzau i 1730